# Cabadbarán
Cabadbarán es una ciudad filipina, situada en la parte nordeste de la isla de Mindanao. Forma parte del Primer Distrito Electoral de la provincia de Agusan del Norte situada en la Región Administrativa de Caraga, también denominada Región XIII.

## Geografía
Municipio ribereño del mar de Bohol en la bahía de Butuan, situado en el centro de la provincia y fronterizo con la de Agusan del Sur.
Recorre el término el río de Cabadbarán que nace en el monte Nabaho (1.860 m s. n. m.) sito en el municipio de Jabonga. Terreno llano en la estrecha franja costera y montañoso al este con su máxima cote en el monte Hilonghilong (2.012 m s. n. m.). 
Su término linda al norte con los municipios de Tubay y de Santiago; al sur con los de Magallanes y de Remedios T. Romuáldez; al este con la provincia de Agusan del Sur, municipio de Sibagat; y al oeste con la bahía de Butuan.

### Barangayes
El municipio de la ciudad de Cabadbarán se divide, a los efectos administrativos, en 31 barangayes o barrios, conforme a la siguiente relación:
El núcleo urbano está formado por 12 barrios.
| - Antonio Luna - Bay-ang - Bayabas - Caasinan - Cabinet - Calamba-Old Calamba, Nueva Calamba, Malico, Ampayon y sitio de Calulutay. - Calibunan - Comagascas - Concepción | - Del Pilar - Katugasan - Kauswagan - La Unión - Mabini - Mahaba - Población 1º, Jose Rizal - Población 2º, Sampaguita - Población 3º | - Población 4º, Perpetuo Socorro - Población 5º, A. Bonifacio - Población 6º, - Población 7º, - Población 8º, Cadena de Amor - Población 9º, | - Población 10º, Mango - Población 11º, - Población 12º, Sunflower - Puting Bato - Sanghan - Soriano - Tolosa |  |

## Economía
Agricultura, centrada en la producción de arroz y  comercio de abacá.

## Historia
Se han encontrado lo largo de los antiguos arroyos de Caasinan, Cambuayon y Capudlusan vestigios que acreditan la existencia de pobladores en el siglo XII a. C.. Son contemporáneos de los encontrados por los arqueólogos en la ciudad de Butuan.
En 1867, Cabadbarán fue mencionado por primera vez en la historia como un pueblo elegido por las autoridades españolas para convertirse en una la reducción denominada La Reunión de Cabarbaran, donde fueron acogidos indios procedentes de Bunawan, Talacogon y Solibao.
La Reunión fue disuelta en 1879 regresando algunis sus habitantes a sus lugares de origen, mientras que otros acudieron a Tubay.
Entre los años de 1880 y 1881 el sacerdote católico Saturnino Urios restaura la reducción, a la que denomina Tolosa en honor de su ciudad natal en España, capital de Guipúzcoa de 1844 a 1854.
La reducción incrementa su población al acoger inmigrantes procedentes de Visayas.
En 1880, siendo Teniente del Barrio Eduardo Curato, Cabadbarán solicita a las autoridades españolas convertirse en  municipio,  objetivo logrado el 31 de enero de 1894, siendo gobernador de Filipinas Ramón Blanco y Erenas, Marqués de Peña Plata. El nuevo municipio recibe el nombre de Tolosa
A finales del siglo XIX  Tolosa formaba parte de la Comandancia político-militar de Butúan en el Tercer Distrito o provincia de Surigao con sede en Surigao. El distrito comprendía el NE. y Este de la isla de Mindanao y, además, las de Bucas, Dinágat, Ginatúan, Gipdó, Siargao, Sibunga y varios islotes.
En 1901 llegan las fuerzas de ocupación estadounidenses tras la retirada de las fuerzas filipinas de Agusan,  Andres Atega capitula forzado por la superioridad del enemigo.
Bajo tutela estadounidense, Tolosa, a propuesta de Andres Atega, cambia su nombre por el de Cabadbarán.
El 16 de junio de 1967 la provincia de Agusan se divide en dos: Agusan del Sur y Agusan del Norte.
El 28 de julio de 2007, bajo el liderazgo del clan de los Amantes, Cabadbarán convirtió en  ciudad.

## Cultura
- Dagkot Festival, fiesta en honor de la aptrona de la ciudad, Nuestra Señora de Candelaria. Durante una semana se realizan actividades socio-cívicas, eventos deportivos, ferias y un gran baile de la calle con desfile.
- Día de la Ciudad (Charter Day Celebration)  cada 28 de julio se conmemora el otorgamiento del título de ciudad al municipio.